# ان‌من‌دورآنا

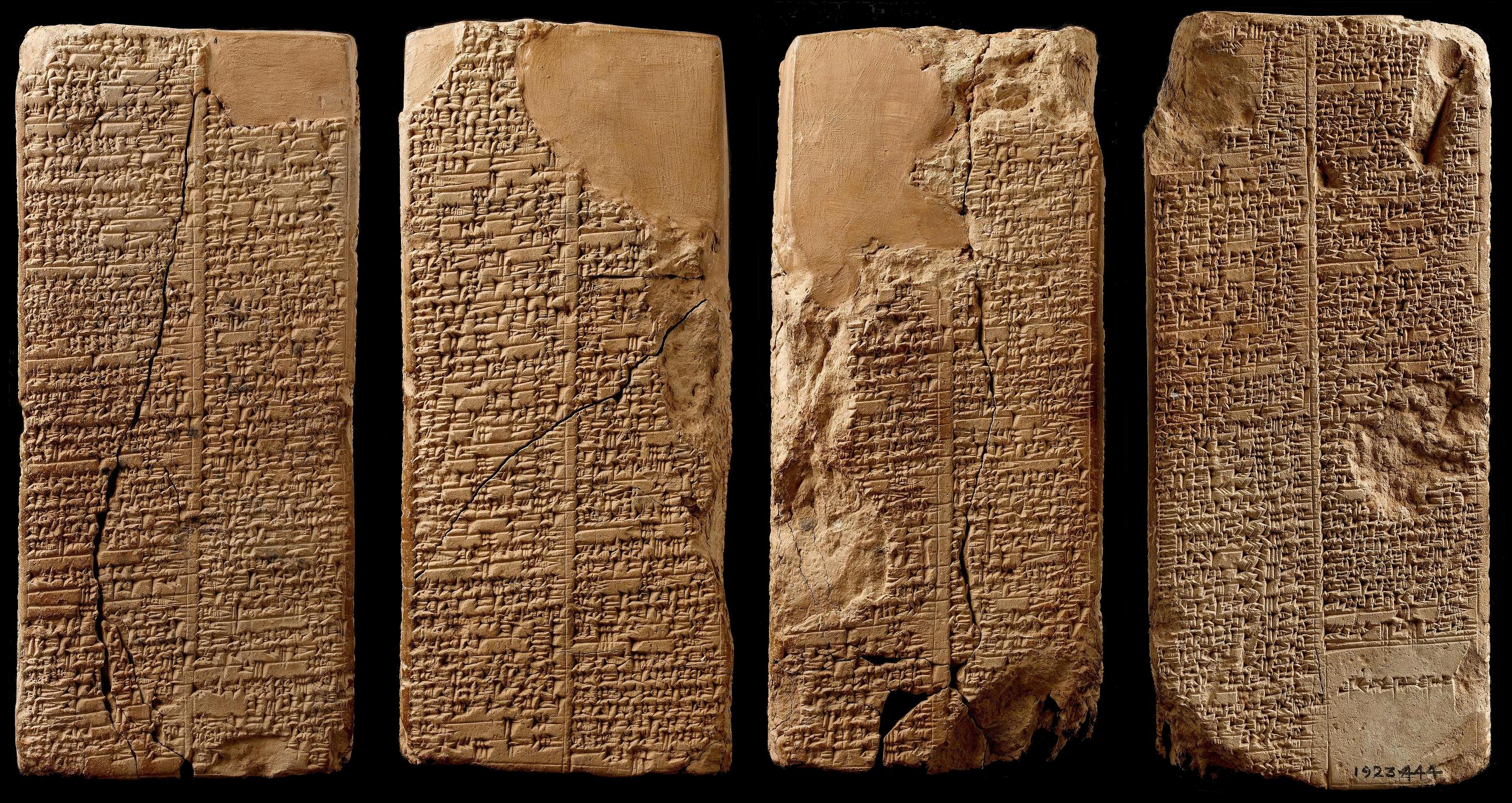
فهرست پادشاهان سومری

ان‌من‌دورآنا (به انگلیسی: En-men-dur-ana) (یا همچنین ام‌مدورانکی[؟]) اهل سیپار، یک پادشاه باستانی سومری بود که نامش در فهرست پادشاهان سومری، به عنوان هفتمین پادشاه پیش‌دودمانی سومر ظاهر شده است (قبل از تقریباً 2900 پیش از میلاد). گفته شده است که وی به مدت 43,200 سال حکومت کرده است.

## شهر
شهر ان‌من‌دورآنا، یعنی سیپار، با پرستش الهه خورشید، اوتو که بعدها در زبان سامی شمش خوانده شد، مرتبط است. ادبیات سومری و بابلی بنیان‌گذاری سیپار را به اوتو نسبت می دهند.